# Saverio Fava
Francesco Saverio Fava Patrizio di Amantea (Salerno, 7 luglio 1832 – Roma, 2 ottobre 1913) è stato un diplomatico e politico italiano.
È ricordato principalmente per essere stato il primo ambasciatore italiano negli Stati Uniti, nei quali è stato inviato straordinario e ministro plenipotenziario di II classe e, dal 31 luglio 1881 al 9 maggio 1901, ministro plenipotenziario di I classe.